# Tolocirio
Tolocirio ist ein Ort und eine Gemeinde (municipio) mit 36 Einwohnern (Stand: 2024) in der Provinz Segovia in der Autonomen Gemeinschaft Kastilien-León in Zentralspanien.

## Lage und Klima
Der Ort Tolocirio liegt in der weitgehend ebenen Agrarlandschaft der kastilischen Meseta etwa auf halbem Wege zwischen den Städten Valladolid und Segovia in einer Höhe von ca. 800 m. Nächstgrößere Stadt ist das ca. 14 km südwestlich gelegene Arévalo. Das Klima ist gemäßigt bis warm; der eher spärliche Regen (ca. 390 mm/Jahr) fällt mit Ausnahme der trockenen Sommermonate übers Jahr verteilt.

## Bevölkerungsentwicklung
| Jahr      | 1857 | 1900 | 1950 | 2000 | 2017 |
| Einwohner | 158  | 178  | 151  | 62   | 53   |

Die Mechanisierung der Landwirtschaft, die Aufgabe bäuerlicher Kleinbetriebe und der daraus resultierende Verlust an Arbeitsplätzen auf dem Lande haben seit der Mitte des 20. Jahrhunderts zu einem kontinuierlichen Rückgang der Bevölkerungszahl geführt.

## Wirtschaft
Tolocirio und sein Umland sind traditionell agrarisch orientiert und waren im Mittelalter und der frühen Neuzeit ein Zentrum der Textilherstellung; Kleinhändler, Handwerker und Dienstleister aller Art ließen sich im Ort nieder. Heute sind Landwirtschaft und Weinbau die bedeutendsten Einnahmequellen der Gemeinde.

## Geschichte
Keltische, römische, westgotische und selbst arabisch-maurische Spuren fehlen. Die Gegend wurde um das Jahr 1082 von Alfons VI. von León zurückerobert (reconquista) und anschließend von Christen aus dem Norden oder aus dem Süden (mudéjares) wiederbesiedelt (repoblación). Der Ortsname wird in einem Dokument des Jahres 1250 erstmals erwähnt.

## Sehenswürdigkeiten
- Die möglicherweise bereits um die Wende vom 12. zum 13. Jahrhundert im Mudéjar-Stil in gleichmäßigen Schichten von Bruch- und Ziegelsteinen erbaute Iglesia de San Pedro ist dem Apostel Petrus geweiht. Ihre Besonderheit ist die deutlich erhöhte und mit einem inneren Schutzraum mit Wehrgang versehene Apsis, die durch (nachträglich hinzugefügte) Strebepfeiler aus Ziegelsteinen zusätzlich stabilisiert wird. Das eher unscheinbare Kirchenschiff (nave) bewahrt einen romanischen Taufstein (pila), mehrere Heiligenfiguren sowie ein spätbarockes Altarretabel (retablo) im Stil des Churriguerismus.[4][5]
- Beim Ort befindet sich ein Brunnenbecken, welches auch als Viehtränke (abrevadero) und als Waschplatz (lavadero) genutzt wurde.

Umgebung
- An der höchsten Stelle der Gemeinde steht ein Wachturm aus dem 19. Jahrhundert.